# Юрі Лоссманн
Юрі Лоссманн (ест. Jüri Lossman; 4 лютого 1891, волость Кио, повіт Вільяндімаа, Естляндська губернія, Російська імперія — 1 травня 1984, Стокгольм) — естонський футболіст і легкоатлет, срібний призер Олімпіади з марафонського бігу, перший спортсмен, що приніс олімпійську нагороду Олімпійських ігор незалежній Естонії («срібло» на Іграх 1920 року).

## Біографія
Почав займатися спортом в Ласнамяе (нині мікрорайон Таллінна), захоплювався футболом. У віці 18 років почав грати футбольний клуб «Меркурій», а в 1913-му почав займатися легкою атлетикою в талліннському «Калеві».
У 1915 році став чемпіоном Росії в одногодинному забігу. У 1916 повторив цей успіх в бігу на дистанції 5 000 м і став бронзовим призером російської першості в бігу на дистанції 10 000 м. Установив рекорди Росії в бігу на дистанції 10 000 м і в марафонській дистанції. У цьому ж році вперше взяв участь у змаганнях з марафонського бігу, вигравши свій перший марафон в Ревелі (нині Таллінн).
Його спортивна кар'єра була перервана Першою світовою війною, в якій йому довелося брати участь і де він отримав поранення.
Після війни повернувся до занять спортом, у 1918-22 роках тричі ставав чемпіоном Естонії в бігу на дистанції 5 000 м і двічі в бігу на дистанції 10 000 м, також 13 встановлював рекорди Естонії на дистанціях від 3 000 до 30 000 м.

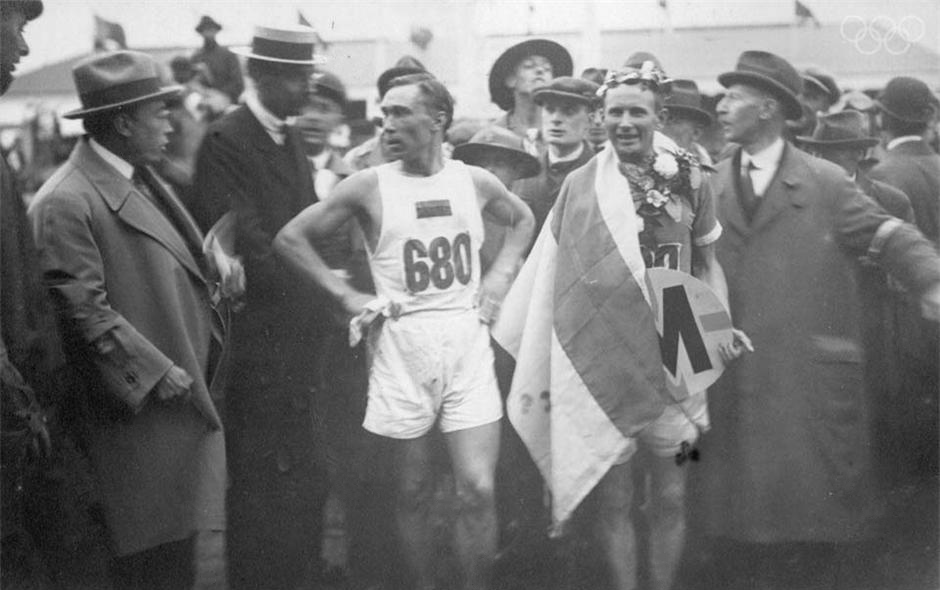
Срібний призер Юрі Лоссманн (№ 680) і олімпійський чемпіон Ганнес Колехмайнен (праворуч від Лоссманна) після завершення забігу на Олімпійських іграх 1920 року в Антверпені.

22 серпня 1920 року на VII Літніх Олімпійських іграх в Антверпені Юрі Лоссманн виграв срібну олімпійську медаль з марафонського бігу з результатом 2 години 32 хвилини 48,6 секунд, лише 7 секундами поступившись триразовому чемпіону попередніх V Літніх Олімпійських ігор 1912 року в бігу на 5 000 і 10 000 м та у кросі на 12 000 м Ганнесу Колехмайнену з Фінляндії і майже на 4 хвилини випередивши Валеріо Аррі з Італії, що посів 3 місце. За 3 дні до цього Юрі Лоссманн також взяв участь у змаганнях з бігу на дистанції 10 000 м, але зійшов з дистанції. Його результат на цій Олімпіаді в марафоні разом з часом, показаним у 1929 році у одногодинному забігу довгий час залишалися естонськими національними рекордами.
Вдруге Лоссманн взяв участь в Олімпіаді через чотири роки в Парижі. На церемонії відкриття літніх Олімпійських ігрор 1924 року 33-річний естонський спортсмен був прапороносцем своєї країни. Взяв участь у марафонському забігу і з результатом 2 години 57 хвилин 54,6 секунди посів 10 місце. Чемпіоном тоді став Альбін Стенроос з Фінляндії, що переміг з результатом 2 години 41 хвилина 22,6 секунди. Результат Стенрооса майже на 9 хвилин був гіршим за результат Лоссманна, з яким той на попередній Олімпіаді посів друге місце.
У 1923 році Лоссманн виграв міжнародний марафон в Гетеборзі, Швеція, присвячений 300-річчю міста.
У віці 37 років (1928) взяв участь в забігу по Сполученим Штатам Америки (від Лос-Анджелеса до Нью-Йорка).
Був одним із засновників Спортивної федерації хлопчиків у Таллінні (1928), його керівником і постачальником нагород, разом з Йоганнесом Віллемсоном, що був упорядником перших естонських спортивних календарів і довідників (починаючи з 1917-го року).
У 1922—1936 роках Юрі Лоссманн працював на відомій естонській шоколадній фабриці KAWE.
У 1930-х роках він працював протягом деякого часу як тренер естонських бігунів на довгі дистанції, але без особливого успіху.
У 1942-44 роках керував «Еесті спорт» в Департаменті спорту головного управління національного виховання.
Незадовго до російської окупації Естонії в 1944 році, Юрі Лоссманн емігрував до Швеції. Йому став у пригоді досвід учня ювеліра, з чого він починав свою трудову діяльність у молодості. У Швеції колишній спортсмен працював ювеліром, зробив срібну чашу для короля Густава VI Адольфа в 1964 році, щоб висловити подяку естонської громади у Швеції.